# جک اسمیت (بازیکن فوتبال، زاده ۱۹۱۱)
جک اسمیت (انگلیسی: Jack Smith; ۲۷ اکتبر ۱۹۱۱ – ۷ ژوئن ۱۹۷۵) بازیکن فوتبال اهل بریتانیا بود.
از باشگاه‌هایی که در آن بازی کرده‌بود می‌توان به برومویچ آلبیون و چلسی اشاره کرد.